# Christine Delphy
Christine Delphy (París, 1941) és una sociòloga francesa, investigadora del CNRS des del 1966 en el camp dels estudis feministes o estudis de gènere.
Pionera a França en les anàlisis sobre la articulació de les desigualtats provocades pel sexisme, el classisme i el racisme, les seves aportacions s'assemblen als estudis post-colonials, sent també propera a l'interaccionisme simbòlic. Actualment manté el seu feminisme activista i les seves opinions sobre la guerra, el vel islàmic, la situació de la població musulmana a França generen una controvèrsia.

## Biografia
Va néixer a París. Els seus pares regentaven una farmàcia local. En el documental "Je ne suis pas feministe, mais ..." Delphy descriu la seva primerenca consciència feminista observant als seus pares: tots dos treballaven a la farmàcia però a la seva tornada a casa el seu pare posava els peus amunt per relaxar-se i llegir el periòdic mentre que la seva mare feia el menjar del migdia i després tots dos tornaven a la farmàcia.
Es va doctorar en Sociologia per la Universitat de Quebec (1998) i treballa des de 1966 al CNRS (Centre Nacional de la Recerca Científica) a París, on actualment és directora d'investigació emèrita.
Juntament amb el seu treball d'investigació, Christine Delphy ha contribuït al desenvolupament dels estudis feministes. El 1977 va cofundar amb quatre investigadores i Simone de Beauvoir la revista Questions féministes, la primera revista d'aquest tipus a França i una de les primeres a Europa. El 1981 la publicació es va refundar com a Nouvelles Questions féministes i encara es manté actualment (2015) gaudint d'una important prestigi a nivell internacional. Després de la mort de Simone De Beauvoir, Christine Delphy va assumir la direcció de la publicació i va ser també directora del comitè de redacció, càrrec que avui comparteix amb Patricia Roux, professora d'estudis de gènere a la Universitat de Lausana.
Es va reconèixer públicament com a lesbiana i va ser membre activista de les Gouines rouges.
En 2015 s'estrenà el documental "Jo ne suis pas feministe, mais ..." que fa un recorregut per la interrelació de la vida de la sociòloga amb la història del feminisme francès de la seva època.

## Feminisme materialista
La originalitat i l'interès de la seva obra resideixen en la seva anàlisi socioeconòmica del patriarcat, demostrant que les desigualtats persistents entre dones i homes en el mercat de treball es basen en l'explotació del treball domiciliari de les dones, tesi que recull principalment L'Ennemi principal. Economie politique du patriarcat (1998)).
A partir de la sociologia rural i dels estudis de camp sobre la transmissió del patrimoni, Christine Delphy va evolucionar cap a la sociologia de la família. Per a l'autora, la família és una estructura econòmica, no només pel que fa a la transmissió -la herència i la successió-, sinó també pel que fa a la producció. Ella ha elaborat el concepte de mode de producció domèstica, una innovació teòrica que ha estat argumentada a través de dotzenes d'articles i nombrosos llibres, concepte utilitzat avui en dia de manera habitual a la sociologia de la família.
Una altra contribució científica important recollida a L'Ennemi principal. Penser le genre (2001), és la seva anàlisi del concepte de gènere. Des dels principis dels anys 1980 argumenta que el "gènere precedeix el sexe", és a dir, que són la jerarquia i les relacions de poder que indueixen a la divisió sexual de la societat, i no a la inversa.
Els treballs de Christine Delphy s'emmarquen dins dels corrents sociològics constructivistes i, per tant, es contraposen a les teories del feminisme de la diferència. Delphy teoritza el gènere com una construcció social inscrita en les estructures socials, i entén així el funcionament social en termes de sistema, allunyant-se dels corrents postestructuralistas en els quals s'origina el queer teòric, que explica el gènere essencialment a partir de la seva actuació aspectual i discursiva.

## Obra
Des de finals dels anys 1970 el seu treball es va difondre a Gran Bretanya, Estats Units i a França i els seus treballs s'han traduït en diversos idiomes: anglès, espanyol, grec, turc, japonès, italià i alemany.
A més Delphy ha escrit més de setenta articles en revistes científiques i col·lectius de llibres, així com molts articles de divulgació en periòdics i revistes polítiques, com Politis o Le Monde Diplomatique. Entre les nombroses publicacions col·lectives en què ha participat destaca "Dones: ciència i pràctica política" (1985) amb Celia Amorós, Lourdes Benería, Hilary Rose i Verena Stolcke.
El 1999 va organitzar el congrés internacional a París: "El cinquantenari de "El segon sexe"" per celebrar la publicació d'aquest llibre que va fundar la segona onada del feminisme. Es van reunir investigadores i universitàries feministes de 37 països diferents, i aquest esdeveniment va donar lloc a la publicació d'una pel·lícula ("Des fleurs pour Simone De Beauvoir", 2007, dirigida per Carole Roussopoulos i Arlène Shale) i d'un llibre: "Le Cinquantenaire du Deuxième sexe ", coordinat juntament amb la historiadora Sylvie Chaperon.
El seu llibre, "Classer, domini. Qui sont les "autres"? " Publicat a octubre de 2008, és una antologia d'articles, ponències i intervencions presentades durant deu anys on es denuncia de forma implacable l'augment del racisme i la islamofòbia, desemmascarant, entre altres injustícies, la impostura d' "Una guerra per alliberar a les dones afganeses" o l'exclusió de les joves musulmanes del sistema educatiu a França.

## Activisme
Delphy va arribar als Estats Units el 1962 durant el Moviment pels Drets Civils i va dir que als Estats Units va arribar a veure la realitat del racisme. "El racisme va existir a casa a França, però no ho vaig veure". En 1965, Delphy va deixar Berkeley per treballar per la Washington Urban League i, a través d'aquestes experiències en el Moviment de Drets Civils, va desenvolupar una creença en el valor dels grups oprimits (com les dones) desenvolupant moviments d'activistes autònoms, com els afroamericans havien fet. Va tornar a França i, després de maig de 1968, va participar en un grup feminista FMA (Féminin Masculin Avenir), que amb altres grups eventualment formaria el Moviment de l'Alliberament de les Dones (MLF). L'agost de 1970, Delphy i altres membres de la MLF van portar flors a la "dona desconeguda del soldat desconegut", la primera de les accions de la MLF per rebre atenció als mitjans.
El novembre de 1970 es va fundar amb Anne Zelensky i altres feministes l'MLA - Moviment per la Llibertat d'Avortament - precursor del MLAC. Amb Zelensky va organitzar el Manifest de les 343 en què es va inculpar de practicar avortaments. Va ser el començament d'una llarga campanya que va culminar quan el govern de Valery Giscard d'Estaing, va aprovar la Llei Veil, legalitzant l'avortament.
Delphy es va declarar obertament lesbiana, i amb Monique Wittig (i altres) va crear les Gouines rouges, un moviment radical feminista lesbià francès fundat a l'abril de 1971 com a resposta a la voluntat d'autoafirmar alhora en el si del moviment feminista i del moviment homosexual.
El 1976, va participar en la campanya contra la violació.
El 1977, va participar en la fundació de la primera revista francesa d'estudis de la dona: Questions Féministes (QF) que el 1980 es va refundar amb el nom de Nouvelles Questions féministes (NQF) que encara es publica. La revista va permetre la introducció entre altres temes del feminisme materialista i el concepte de gènere. Amdues revistes van ser fundades amb el suport actiu de Simone de Beauvoir, qui era redactora cap a la seva mort.
En 1998 junt amb Sylvie Chaperon organitza el primer simposi científic sobre l'obra de Simone de Beauvoir, que es va celebrar a París el gener de 1999 sota el títol: Cinquentenari d'El segon sexe, els debats es van publicar el 2001 en un llibre del mateix nom.
L'any 2001, mentre que era copresidenta de la Fundació Copèrnic, es va plantejar la denúncia de la intervenció dels Estats Units a l'Afganistan, i enfrontant-se a la negativa de l'organització per posicionar-se va fundar amb Willy Pelletier (coordinador de Copèrnic) i altres membres de l'extrema esquerra (entre d'altres Catalina Levy, Daniel Bensaid, Jacques Bidet, Annie Bidet, Nils Anderson, Henri Maler i Dominique Lévy) la Coalition internationale contre la guerre. El 2002 va publicar a Le Monde Diplomatique "¿Una guerra per a les dones afganeses?" denunciant la utilització com a pretext del feminisme en temes per justificar una guerra que ella considerava neocolonial. El 6 d'abril de 2002, va organitzar una reunió sobre la creació del Centre de detenció de Guantánamo. El 2007, arran de les seves observacions sobre les dones afganes, la periodista Françoise Causse, autora d'un llibre crític amb la política francesa a Afghanistan va denunciar la seva "falta de rigor" i la superficialitat de la seva anàlisi en un article titulat "Les perilloses tesis de Delphy". Els seus comentaris sobre el burca afganès i les dones activen altres reaccions retraient les seues "comparacions simplistes".
Delphy considera que es produeix la mateixa instrumentalització del feminisme en el debat sobre la prohibició del vel islàmic a l'escola. Va signar dues peticions en contra de la llei el 2003 i el 2004 va participar en la creació d'associació "Col·lectiu de feministes per la igualtat ", de la que serà la primera presidenta i el grup "Une école pour toutes et tous". Escriu extensament sobre aquest tema destacant tres textos: «l'intervention contre une loi d'exclusió», «Race, caste et gènere» i «Antisexisme ou antiracisme: un faux dilemme »".

Per Christine Delphy, el debat sobre el vel islàmic vinculat amb la islamofòbia té arrels antigues:
| «                 | La població àrab-musulmana està marcada com a objectiu des de fa temps ... Aquest rebuig no data d'ahir. S'alimenta per l'arrogància d'Occident contra el resta del món. en primer lloc s'ha produït la colonització del nord d'Àfrica pels francesos. Després Orient Mitjà per francesos i anglesos, ... a continuació, es va declarar la primera guerra del Golf (1991), la guerra a l'Afganistan (2001) i la segona Guerra del Golf contra l'Iraq (2003). Totes aquestes maniobres imperialistes clàssiques dels principals països davant la resta del món sempre s'han basat en una ideologia que inclou estereotips racistes | » |
| — Chistine Delphy | |   |

En 2004-2005, va participar en la creació del moviment dels Indígenes de la República.
L'any 2011, és una dels signants d'un manifest que expressen "suport contra Charlie Hebdo" i que denuncien la diferència de tracte polític i mediàtic entre un incendi provocat al diari per ser objectiu de radicals i el silenci fet en altres atacs criminals, com el que va ocórrer al mateix temps en un edifici ocupat per persones d'ètnia gitana que va causar la mort d'un dells.
El 30 de novembre de 2015 estava entre les signants de la Crida dels 58 per defensar la llibertat de manifestar-se durant l'estat d'excepció decretat després dels atemptats de París.
El 19 de juny de 2017 signa a Le Monde una tribuna de suport a Houria Bouteldja, autora de Les Blancs, les juifs et nous (2016), portaveu dels indígenes de la República, un grup considerat per moltes fonts com antisemita, homòfob o anti-feminista. La petició al seu torn provoca reaccions indignades, com la de Jack Dion, que descriu com "desconcertant la lleialtat a una dama que va exposar el seu racisme als ulls de tots".